# Єврейська гімназія Городецького
Євре́йська гімна́зія Городе́цького — будинок в Черкасах, збудований польським архітектором В. В. Городецьким на початку XX століття.
Гімназія була збудована в 1910-их роках як будівля для єврейської гімназії. З приходом радянської влади гімназія була закрита, будівля використовувалась державними та партійними установами. В 1988 році будинок був переданий Черкаській художній школі імені Данила Нарбута.

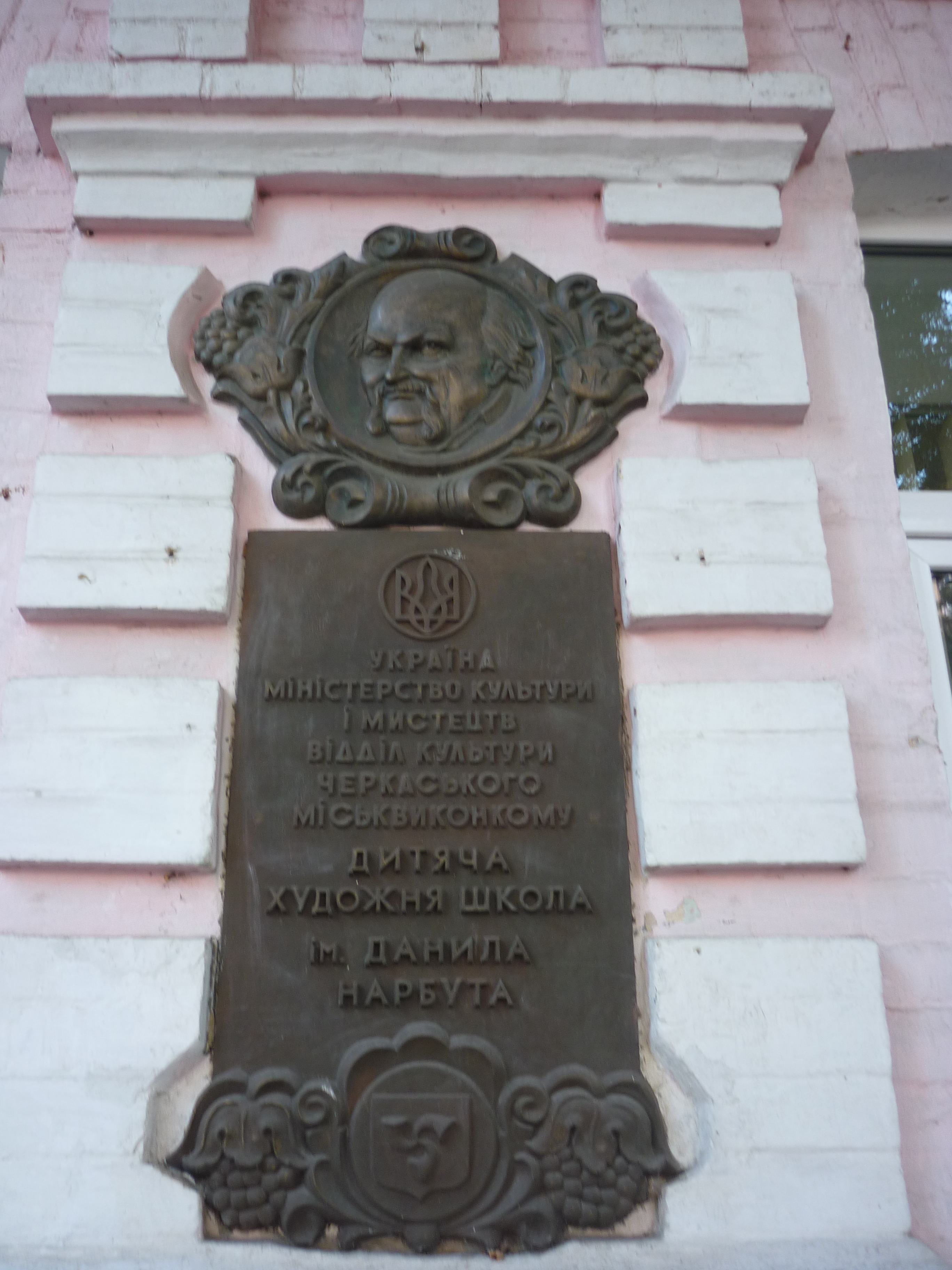
Пам'ятна дошка на фасаді будинку

| Черкаси | Це незавершена стаття про Черкаси. Ви можете допомогти проєкту, виправивши або дописавши її. |